# Баллыгая (Губадлинский район)
Баллыгая (азерб. Ballıqaya), ранее в советских русскоязычных источниках также — Баллыкая, — село в административно-территориальном округе села Гал Губадлинского района Азербайджана.

## Топонимика
В прошлом село называлось Махмудушагы, и было кышлаком (зимовкой) племени софулу. Нынешнее название села означает — «медовая скала».

## История
По данным «Свода статистических данных о населении Закавказского края, извлеченных из посемейных списков 1886 года», в селе Баллу-кая Сафулинского сельского округа Зангезурского уезда Елизаветпольской губернии было 26 дымов и проживало 148 азербайджанцев (в источнике — «татар»), суннитского вероисповедания, все из которых являлись казёнными крестьянами.
В ходе Первой карабахской войны, в 1993 году село было занято армянскими вооружёнными силами, и до ноября 2020 года находилось под контролем непризнанной НКР. 9 ноября 2020 года, в ходе вооружённого конфликта, президент Азербайджана объявил об освобождении села Баллыгая вооружёнными силами Азербайджана.